# Swallow the Sun
Swallow the Sun is een Finse death-/doommetalband.
De band werd in 2000 door gitarist Juha Raivio opgericht. Hij speelde met drummer Pasi Pasanen in de rockband Plutonium Orange, maar had materiaal geschreven dat niet geschikt werd bevonden voor die band. Om deze nummers toch te kunnen spelen, vormde hij samen met Pasi een death/doommetalband. In 2001 vroegen ze hun vriend Markus Jämsen of hij tweede gitarist wilde worden, waarna vocalist Mikko Kotamäki al snel volgde. Bassist Matti Honkonen en keyboardspeler Aleksi Munter, beide afkomstig uit Funeris Nocturnum, de andere band waarin Mikko zanger was, maakten de band compleet: Swallow the Sun was geboren. 
De band nam in 2003 het eerste album op. De single "Forgive Her..." van hun tweede album haalde in 2005 de Finse hitlijsten. In 2007 toerde Swallow the Sun met Katatonia, Scar Symmetry en Insomnium en in 2008 met Apocalyptica. In 2015 kwam Songs from the North uit, een driedubbelalbum.

## Bandleden
De bezetting van de band heeft sinds 2001 een tweetal wijzigingen meegemaakt: drummer Pasi Pasanen verliet in 2009 de band, hij werd vervangen door Kai Hahto van Wintersun. In december 2014 maakte de band bekend dat Kai noch op het nieuwe album, noch tijdens de komende tours mee zou spelen wegens zijn werkzaamheden bij Nightwish. Zijn plaats wordt daarom ingenomen door Juuso Raatikainen. Kai is officieel nog wel steeds een bandlid.
- Juha Raivio – leadgitaar (2018-heden), slaggitaar (2000–2018)
- Matti Honkonen – basgitaar (2001–heden)
- Mikko Kotamäki – zang (2001–heden)
- Juha Raivio – gitaar (2000–heden)
- Juho Räihä – slaggitaar (2018–present)

Voormalige leden
- Pasi Pasanen – drums (2000–2009)
- Markus Jämsen – gitaar (2001–2018)
- Aleksi Munter – keyboards (2003–2016)
- Kai Hahto – drums (2009–2014)
- Jaani Peuhu – keyboards, achtergrondzang (2018–2021)

## Discografie
- Out of This Gloomy Light (demo, 2003)
- The Morning Never Came (2003)
- Ghosts of Loss (2005)
- Forgive Her... (single, 2005)
- Hope (2007)
- Don't Fall Asleep (Horror pt. 2) (single, 2007)
- Plague of Butterflies (ep, 2008)
- New Moon (2009)
- Emerald Forest and the Blackbird (2012)
- Songs from the North (2015)
- When a Shadow Is Forced into the Light (2019)
- Moonflowers (2021)